# Hom
Hom je naselje u slovenskoj Općini Šentrupertu. Hom se nalazi u pokrajini Dolenjskoj i statističkoj regiji Jugoistočnoj Sloveniji. 

## Stanovništvo
Prema popisu stanovništva iz 2002. godine naselje je imalo 87 stanovnika.